# Letonski lats
Letonski lats (ISO 4217: LVL) (također i latvijski lats) bio je zakonsko sredstvo plaćanja u Latviji. 1 lats se dijelio na 100 santima. Prvi put se spominje 1922. godine. Prestao se koristiti nakonsovjetske invazije 1940. godine kad je zamijenjen sovjetskim rubljem. Nakon raspada SSSR-a i latvijske neovisnosti, ponovo je uveden kao sredstvo plaćanja 1993. godine. Mijenjan je u odnosu 200 letonskih rubalja = 1 lats.
Lats je zamijenjen za euro po tečaju 1€ = 0,702804 LVL, 1. siječnja 2014.
|  |  |  |  |
|  |  |  |  |